# Großkorbis
Großkorbis (oberfränkisch: Am Korwas oder Gruas Korwas) ist ein Gemeindeteil der Gemeinde Prebitz im Landkreis Bayreuth (Oberfranken, Bayern). Großkorbis liegt in der Gemarkung Prebitz.

## Lage
Der Weiler liegt an der Kreisstraße BT 20, die nach Losau (1,4 km westlich) bzw. an Kleinkorbis vorbei nach Frankenberg führt (1 km nordöstlich).

## Geschichte
Der Ort wurde 1466 als „Kurbuß“ erstmals urkundlich erwähnt. Dem Ortsnamen liegt das slawische Wort korb zugrunde, zu Deutsch Feuerstelle. In der Fraisch unterstand der Ort dem brandenburg-bayreuthischen Kasten- und Stadtvogteiamt Creußen. Von 1791/92 bis 1810 unterstand Großkorbis dem preußische Justiz- und Kammeramt Pegnitz.
Mit dem Gemeindeedikt (frühes 19. Jahrhundert) wurde Großkorbis dem Steuerdistrikt Losau und der Ruralgemeinde Prebitz zugewiesen.